# Nomada dissessa
Nomada dissessa là một loài Hymenoptera trong họ Apidae. Loài này được Cockerell mô tả khoa học năm 1920.